# Laurent de Mecklembourg-Werle-Güstrow
Laurent de Mecklembourg-Werle-Güstrow (en allemand Lorenz von Mecklenburg-Werle-Güstrow) est né en 1339 et mourut en 1393. Il fut coprince de Werle-Güstrow de 1361 à 1377, prince de Werle-Güstrow de 1360 à 1393.

## Famille
Il est le fils de Nicolas III de Mecklembourg-Werle-Güstrow et de Agnès de Mecklembourg.

### Mariage et descendance
Laurent de Mecklembourg-Werle-Güstrow épousa Mechtilde de Mecklembourg-Werle-Goldberg (†1402) fille de Nicolas IV de Mecklembourg-Werle-Goldberg. Quatre enfants sont nés de cette union :
- Euphémie de Mecklembourg-Werle-Güstrow (†1402) ;
- Balthazar de Mecklembourg-Werle-Güstrow, prince de Werle-Güstrow de 1393 à 1421, prince de Wenden (ou des Wendes) de 1418 à 1421, en 1397, il épousa Euphémie de Mecklembourg (†1416), (fille de Magnus Ier de Mecklembourg), veuf il épousa en 1417, Hedwige de Holstein-Rendsbourg (†1436), (fille du comte Gérard VI de Holstein-Rendsbourg) ;
- Jean VII de Mecklembourg-Werle-Güstrow (†1414), il épousa Catherine de Saxe-Lauenbourg, fille de Éric IV de Saxe-Lauenbourg;
- Guillaume de Mecklembourg-Werle-Güstrow, prince de Wenden, prince de Werle-Güstrow, prince de Werle-Waren.

Son fils Balthazar de Mecklembourg-Werle-Güstrow lui succéda en 1393.

## Généalogie
Laurent de Mecklembourg-Werle-Güstrow appartient à la seconde branche (Mecklembourg-Werle) issue de la première branche de la Maison de Mecklembourg, cette seconde lignée s'éteignit avec Guillaume de Mecklembourg-Werle-Güstrow en 1436.